# 레드아웃 (비디오 게임)
레드아웃(Redout)은 이탈리아 스튜디오 34BigThings가 개발 및 배급하고 Nicalis와 505 게임스가 공동 배급하는 SF (장르) 경주 게임이다. 스팀의 게임 페이지에 명시된 대로 에프제로, 와이프아웃, 롤케이지 및 POD와 같은 레이싱 게임에서 영감을 받았다.
이 게임은 2016년 9월 마이크로소프트 윈도우용으로 출시되었으며, 플레이스테이션 4 및 엑스박스 원용은 2017년 8월에 출시되었다. 윈도우 버전은 가상 현실에서 플레이할 수 있다. 닌텐도 스위치 이식판은 원래 2017년 2분기 출시 예정이었으나 지연되어 2019년 5월에 출시되었다. 이 게임은 2020년 10월 20일 아마존 루나용으로 출시되었다.

## 게임플레이
레드아웃은 2560년을 배경으로 한 반중력 레이싱 게임이다. 플레이어는 다양한 트랙에서 선택한 공예품 중 하나를 조종하여 경쟁한다.
7개의 레이싱 팀이 있으며 각 팀에는 4개의 선체가 있다. 각 선체에는 가속도, 최고 속도, 접지력, 구조적 무결성, 에너지 풀 및 에너지 재충전 속도 등 고유한 특성이 있다. 플레이어는 업그레이드를 설치하고 사용 가능한 6가지 각각의 패시브 및 액티브 파워업을 선택하여 함선의 특성을 사용자 정의할 수 있다. 각각 5개의 트랙으로 구성된 5개의 레이싱 단지(DLC를 통해 7개가 추가됨)가 있다. 트랙 설계에는 루프, 점프, 텔레포트, 수중 섹션, 관형 섹션 및 중력이 낮거나 없는 트랙이 포함된다.
이 게임은 다양한 레이싱 모드를 제공한다: 표준 레이싱 모드, 마지막으로 살아남은 배가 승리하는 경기장 경주, 플레이어가 최소 속도를 유지해야 하는 속도, 플레이어가 랩 타임을 기준으로 가장 높은 점수를 놓고 경쟁하는 점수, 플레이어가 텔레포터를 사용하여 여러 트랙 사이를 이동하는 보스, 선체가 벽에 닿으면 즉시 실격 처리되는 인스타깁(instagib)도 있다. 멀티플레이어는 최대 12명의 플레이어로 구성된 로비를 통해 온라인으로 지원되고, 로컬에서는 2명의 플레이어 분할 화면을 통해 지원된다.
선체 제어는 기총소사 및 차량 투구를 포함하여 항공기 제어와 유사하다. 피칭은 배가 바닥을 갈리는 것을 방지하기 위해 오르막길을 돌릴 때(선체의 속도를 늦추고 손상시키는 것)와 내리막길을 돌릴 때 레드아웃(미적 효과)을 방지하기 위해 사용된다.

## 후속작
세이버 인터랙티브가 배급한 후속작 '레드아웃 2'가 2022년 6월 16일 윈도우, 닌텐도 스위치, 플레이스테이션 4, 플레이스테이션 5, 엑스박스 원, 엑스박스 시리즈 X/S용으로 출시되었다.